# Illes Samoa

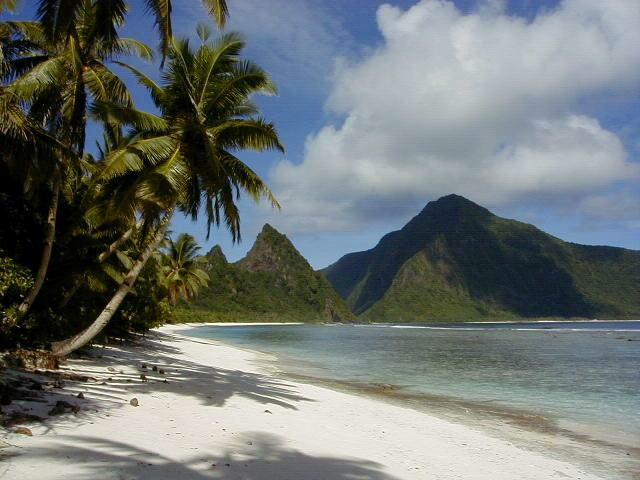
Platja de la Samoa nord-americana

Les illes Samoa són un arxipèlag de l'oceà Pacífic sud. Formen part de la Polinèsia i són considerades el seu centre cultural. Políticament estan dividides en:
- Estat de Samoa, abans Samoa occidental i Samoa alemanya.
- Samoa nord-americana, territori dels Estats Units.

Van ser anomenades illes dels Navegants, nom donat pel francès Louis Antoine de Bougainville, el 1768 (Îles des Navigateurs). Abans, el 1722, el neerlandès Jakob Roggeveen havia descobert l'apartat atol Rose.
Les rivalitats internacionals entre les potències colonitzadores van acabar amb un tractat, el 1899, en el qual Alemanya i els Estats Units es dividien l'arxipèlag de Samoa. Els nord-americans van ocupar les illes orientals, i els alemanys les illes occidentals. La Samoa alemanya va passar després a ser un protectorat neozelandès i, finalment, es va independitzar el 1962 amb el nom de Samoa occidental (en samoà, Samoa i Sisifo). El 1997, va canviar el nom a Estat Independent de Samoa (Malo Saʻoloto Tutoʻatasi o Samoa) com a mostra de rebuig de la divisió.